# Lydellina frontalis
Lydellina frontalis là một loài ruồi trong họ Tachinidae.